# Illiricum flóratartomány
A nyugat-balkáni flóratartomány (Illiricum, illetve Illyricum) az északi flórabirodalom (Holarktisz) szubmediterrán flóraterületének része.
Nagyjából Horvátországot és Szlovéniát öleli fel, így északnyugaton a közép-európai flóraterület kelet-alpi flóravidékével, északkeleten ugyanezen flóraterület Pannonicum flóratartományával, délnyugaton a mediterrán flóraterület Litus mediterraneum flóratartományával határos, míg kelet felé a bánsági (majd tovább a kelet-balkáni flóratartományba megy át.
Az Illiricum és a Pannonicum határvonala több szerző szerint nagyjából a Dráva, illetve Száva vonalán húzódik. Egyesek ezt jóval északabbra vonják meg, az Illiricumhoz csatolva a teljes Dél-Dunántúlt, míg mások csak a Zákány-őrtilosi-dombvidéket (őrtilosi flórajárás) és a Villányi-hegységet sorolják hozzá, afféle szigetként a Pannonicumban.
Az Illiricumnak két flóravidéke van:
- A szlavóniai flóravidék a Dráva és Száva közti középhegységekre, valamint a Drávamenti-síkság déli részére terjed ki; északi határa maga a folyó. Bükköseiben megjelenik a közönséges magyal (Ilex aquifolium), tölgyeseiben a magyar tölgy (Quercus frainetto) és a szlavón tölgy (Quercus robur subsp. slavonica), a tompalevelű juhar (Acer obtusatum) és a komlógyertyán (Ostrya carpinifolia).
- A horvát flóravidék hegységei az erdők kiirtása miatt jórészt karsztosodtak. Ezeken mediterrán és nyugat-balkáni növények telepedtek meg. A fenyvesek fölötti alhavasi tájra jellemző a törpefenyő (Pinus mugo), a boróka (Juniperus sp.), a hanga (Erica sp.), a havasszépe (Rhododendron sp.); az alhavas-havas sziklafüves lejtőin fajgazdag gyep nő, sok bennszülött fajjal. Különösen igaz ez a Velebit-hegységre, amelynek különleges növényvilágát először magyar botanikusok: Kitaibel Pál (1802), Borbás Vince (1875, 1884), majd Degen Árpád és munkatársai írták le.